# Herod
Herod (né le 12 mai 1758, mort en 1780) est un cheval de course Pur-sang qui a une grande influence sur la race, et est considéré comme l'un des 4 étalons du XVIIIe siècle à l'origine des Pur-sangs tels qu'on les connaît, avec Matchem, Eclipse, et son propre fils, Highflyer.